# Pops Foster
George Murphy "Pops" Foster (Baton Rouge, Luisiana, 19 de mayo de 1892 - San Francisco, 29 de octubre de 1969) fue un contrabajista estadounidense de jazz conocido por su estilo slap. También tocaba la tuba y la trompeta.
En 1907 ya había empezado a tocar profesionalmente con el trombonista Jack Carey (1889 – 1934), Kid Ory, el violinista Armand J. Piron (1888 - 1943) y King Oliver, y con otras prominentes bandas de jazz tradicional de la época. 

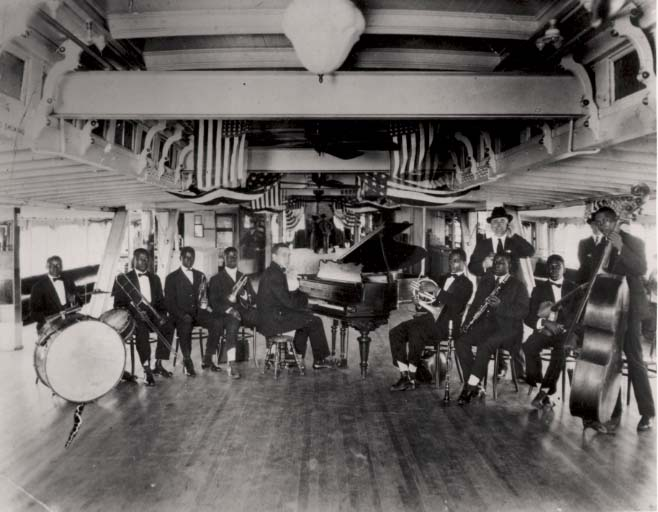
Foto de 1918 ó 1919 de la orquesta de Fate Marable en la que se ve a Pops Foster con el contrabajo.

De 1918 a 1921, tocaba la tuba y el contrabajo en la banda de Fate Marable en los riverboats, y en 1921 se fue a San Luis para trabajar con la banda del multiinstrumentista Charlie Creath (1890 - 1951) y con la del trompetista y cornetista Dewey Jackson (1900 - 1994). Más tarde estuvo tocando de nuevo con Ory en Los Ángeles. 
En 1929, se fue a Nueva York, y allí trabajaría con las bandas de Luis Russell y Louis Armstrong hasta 1940, para después tocar durante el resto de la década con otras bandas de músicos afincados en esa ciudad, como la de Sidney Bechet y la del pianista Art Hodes (1904 - 1993).
A finales de la década de 1940, Foster comenzó a realizar giras por Europa, sobre todo por Francia, y en 1954 volvió a Nueva Orleans para tocar con Papa Celestin.
De 1956 a 1961, tocó con la Small Band de Earl Hines.